# Suzuka Hasegawa
Suzuka Hasegawa (jap. 長谷川 涼香 Hasegawa Suzuka; ur. 25 stycznia 2000) – japońska pływaczka specjalizująca się w stylu motylkowym, rekordzistka świata juniorów.
Na igrzyskach olimpijskich w Rio de Janeiro w 2016 roku zajęła dziewiąte miejsce na dystansie 200 m stylem motylkowym, uzyskawszy czas 2:07,33.
W kwietniu 2017 roku podczas mistrzostw Japonii Hasegawa z czasem 2:06,29 pobiła rekord świata juniorek w konkurencji 200 m stylem motylkowym.